# Radcliffe, Greater Manchester
Radcliffe är en ort i distriktet Bury, Storbritannien. Den ligger i grevskapet Greater Manchester och riksdelen England, i den centrala delen av landet, 270 km nordväst om huvudstaden London. Radcliffe ligger 76 meter över havet och antalet invånare är 34 239. Staden nämndes i Domedagsboken (Domesday Book) år 1086, och kallades då Radecliue.
Terrängen runt Radcliffe är platt åt sydväst, men åt nordost är den kuperad. Runt Radcliffe är det mycket tätbefolkat, med 1 411 invånare per kvadratkilometer. Närmaste större samhälle är Bolton, 7,6 km väster om Radcliffe. Runt Radcliffe är det i huvudsak tätbebyggt.